# Геннадій Схоларій
Патріарх Геннадій II Схоларій (грец. Πατριάρχης Γεννάδιος ὁ Σχολάριος в миру — Георгій Куртесій, грец. Γεώργιος Κουρτέσιος близь. 1400, Константинополь — 1472/1473, монастир Продрома поблизу Серр) — константинопольський патріарх (6 січня 1454 — травень 1456; 1463(?); Серпень 1464 — серпень 1465 (?)), Перший патріарх після припинення існування Візантійської імперії.

## Прихильник унії
Народився імовірно в Константинополі близько 1400 року. Можливо Георгій походив із досить заможної родини. Щонайменше у нього були кошти отримати досить ґрунтовну освіту. Серед своїх наставників він називає таких відомих представників візантійської освіченості як Марк Ефеський, Іоанн Хортасмен, Йосип Врієній, Макарій Афонський .
Імператор Іоанн VIII Палеолог зробив Георгія державним суддею і членом верховної ради. Коли Іоанн VIII і константинопольський патріарх Йосип II на запрошення Папи Євгенія IV вирушили в Феррару в 1438 році і потім в 1439 році під Флоренцію для переговорів про унію, в свиті їх перебував і Георгій. Як світська людина, він не міг брати участь у соборних засіданнях, але тим не менш сприяв справі унії: цій меті служили зроблені на соборі його три промови (про користь, труднощі і можливості унії) і відгук до греків про загрозливу небезпеку від турків і про нагальну необхідність вишукувати засоби захисту. Коли греки зазнали утисків прав у Флоренції латинянами, Георгій залишив Флоренцію.

## Противник унії
Дізнавшись після повернення до Константинополя, що унія рішуче засуджується кліром і народом, він приєднався до головного її противника Марка Ефеського, свого друга і духовного отця. Після смерті Марка в 1447 році Георгій став главою противників унії і видав цілий ряд полемічних творів. Ворожнеча до унії погіршила відносини Георгія до імператора Іоанна VIII і ще більше до його брата і спадкоємця імператора Костянтина (правив в 1448–1453). У 1450 році він прийняв чернецтво. Вивісив на дверях своєї келії анафему за адресою латинян і погрожував прихильникам флорентійської унії.
29 травня 1453 Константинополь був узятий військами султана Османа Мехмеда II. Геннадій, як і багато жителів Константинополя, потрапив в рабство і був відвезений в Адріанополь. Приблизно в кінці 1453 султан наказав християнам обрати патріарха «згідно своєї віри». Ймовірно цей поворот політики султана і привів до звільнення Геннадія з рабства. На Богоявлення 1454 року він одностайно був обраний Константинопольським патріархом. За бажанням султана Геннадій склав для нього виклад головних догматів християнської віри.
Патріарх робив все, що було можливо для полегшення тяжкої долі своїх одновірців. З огляду на тяжке становище візантійців після катастрофи 1453 року і руйнуванні сімей, з метою поблажливості (ікономії) патріарх Геннадій вважав можливість визнати шлюби, що склалися в умовах руйнувань, втечі і загибелі людей канонічними. Це викликало невдоволення серед ревнителів канонічних норм (акривії). Серед найбільш активних критиків патріарха — Мануїл Хрістонім, майбутній Константинопольський патріарх. В силу цих або інших причин, на початку 1456 року, він був змушений скласти свої повноваження. Проте подальші два патріарха в питаннях повторних шлюбів дотримувалися тієї ж політики .
Після залишення кафедри Геннадій пішов у монастир Святого Іоанна Хрестителя, де і помер, як вважають, в 1473 році. За цей час колишній патріарх ще двічі відвідав Константинополь, як він писав, з примусу. Що стосується цих мимовільних відвідувань кафедрального міста, ряд вчених вважає, що пов'язані вони були з повторним сходженням Геннадія на Константинопольську кафедру.

## Творіння
Загальна кількість творів Геннадія близько ста. Деякі з них видані в повному обсязі, багато яких залишається в рукописі, про справжність деяких йде дискусія. За змістом вони поділяються на філософські (тлумачення Аристотеля, Порфирія, переклади з латинської — Фоми Аквінського та інші) і богословські (з приводу унії і проти латинян, виклад християнських догматів, проти юдеїв, мусульман, проти філософів-язичників, багато проповідей, листів і гімнів). Праці Геннадія включені в 160-й том патрології Міня (Patrologia Graeca).